# Julian Nowak
Julian Ignacy Nowak (Okocim, 10 de marzo de 1865 - Cracovia, 7 de noviembre de 1946) fue un microbiólogo y político polaco que sirvió como Primer ministro de Polonia en 1922. 

## Biografía
Nowak estudió medicina en la Universidad Jaguelónica entre 1886 y 1893 y fue profesor en la misma universidad desde 1899. En 1921-1922 fue rector de la universidad. Siendo un político conservador, sirvió brevemente como Primer Ministro en 1922. Ese mismo año, también encabezó brevemente el Ministerio de Asuntos Religiosos. Entre 1922 y 1927 fue miembro del Senado polaco. 
Se le concedió la Cruz de Comendador de la Orden Polonia Restituta. 
Julian Ignacy Nowak fue enterrado en el cementerio de Rakowicki. Era el padre de la esgrimista olímpica Wanda Dubieńska.